# Persona 3
Persona 3, (яп. ペルソナ3, Перусона Сурі) видана за межами Японії як Shin Megami Tensei: Persona 3 — японська рольова відеогра 2006 року, розроблена Atlus. Це четверта основна частина серії Persona, яка належить більшій франшизі Megami Tensei. Оригінально гра була випущена на PlayStation 2 в Японії у липні 2006 року; вихід гри в Північній Америці було відкладено до 2007 року через проблеми з публікацією офіційного артбуку. Persona 3 FES — розширена версія, яка, окрім покращень і виправалень основної гри, отримала ігровий епілог, була випущена в Японії в 2007 році, а наступного року — у всьому світі. Пізніше, у 2009 році вийшла Persona 3 Portable для PlayStation Portable, котра була трохи урізаною версією: у ній були прибрані всі аніме-вставки і пересування по ігровому світу в 3D, проте було додано можливість обирати протагоніста жіночої статі. В 2023 році Persona 3 Portable була перевидана для всіх тогочасних платформ: Nintendo Switch, PlayStation 4, Windows, Xbox One, і Xbox Series X/S. Ремейк Persona 3 FES з назвою Persona 3 Reload вийшов 2 лютого 2024 року для PlayStation 4, PlayStation 5, Windows, Xbox One і Xbox Series X/S.

## Ігровий процес
Persona 3 має в собі елементи традиційної японської рольової гри і соціального симулятора. Протагоніст має балансувати свій час між стандартним шкільним життям (відвідуванням школи і соціалізацією з однолітками та друзями) і битвами з Тінями в лабіринті під час Темної години. В Persona 3 час поділений за реальним календарем за 2009 рік, а кожен день теж поділений на декілька часових фрагментів, зокрема день і вечір. Окрім визначених сюжетом днів гравець може самостійно вибирати як проводити час в грі, проте більшість активностей займають весь часовий фрагмент. Доступні активності залежать від дня тижня, прогресу по основному сюжету і деколи атрибутів протагоніста. Останніх є три: Навчання, Хоробрість і Шарм, які теж можна розвивати через відповідні активності, наприклад відвідування бібліотеки. В вечірній час стає доступним відвідування Тартару — основного підземелля гри, де можна отримувати досвід і ресурси, а також відкривати більше підземелля. Для просування по сюжету від гравця вимагається відкрити визначену частину лабіриту до появи босу в визначений день.

## Сюжет
Гра розповідає історію звичайного японського підлітка, Макото Юкі (в Persona 3 Portable є можливість обрати жіночого протагоніста на ім'я Котоне Шіомі), котрий приїздить до портового острову Тацумі для навчання в новій школі. Прибувши до міста опівночі, протагоніст помічає, що вся електроніка перестала працювати, а замість людей на вулиці багато трун. Прибувши до гуртожитку, головний герой підписує «контракт» з невідомим хлопцем. Через деякий час на гуртожиток нападають таємничі істоти — Тіні, і потрапивши в небезпеку разом зі своєю однокласницею Юкарі, головний герой використовує річ, схожу на пістолет, і викликає таємничу сутність всередині себе — Персону. Після знищення Тіней, хлопця вербують до S.E.E.S (англ. Specialized Extracurricular Execution Squad, Спеціалізований Позакласовий Виконавчий Загін) — групу старшокласників зі здібністю викликати персони. Перед загоном стоїть завдання знайти спосіб позбавити світ від Темної Години через дослідження вежі-лабіринту Тартару, який з'являється замість місцевої школи.

## Персонажі

### Головні
Макото Юкі (Котоно Шіомі): Головний герой(-їня) що прибуває до нового міста через 10 років після смерті своїх батьків. У більшості адаптацій є тихим та апатичним, проте мужнім, до того, що лишається нерухомим під дулом пістолету. Має особливу здібість «Шалена карта» завдяки чому має можливість змінювати свої персони. Член та нинішній лідер S.E.E.S.
Юкарі Такеба: Популярна школярка, однокласниця Макото Юкі. Втратила батька в юному віці. Є привітною та доброю по відношенню до навколишніх, проте часто буває саркастичною. Членкиня S.E.E.S.. Персона: Іо, Аркана: Закохані
Джюнпей Іорі: Звичайний хлопець, однокласник Макото Юкі. Показується гравцю як дурний, оптимістичний, незрілий проте трохи збочений хлопець. Він часто розмовляє про різних дівчат, в основному членкинь команди. Член S.E.E.S.. Персона:Гермес, Аркана: Чарівник
Міцуру Кіріджьо: Президент студради школи. Є дочкою голови компанії «Kirijo Group», компанії, котра, в всесвіті гри «займається майже кожним аспектом щоденного життя». Є доволі мудрою, спокійною, розважливою, відповідальна та дуже розумна не дивлячись на те, що вона старшокласниця. Є одним з трьох перший членів S.E.E.S.. Персона: Пентесілея, аркана: Імператриця.
Акіхіко Санада: Акіхіко серйозний і рішучий, а також відпускає дрібні жарти в дрібницях. З усіх членів групи він найбільше схильний до сарказму. Акіхіко — добрий молодий чоловік, який докладе всіх зусиль, щоб допомогти комусь, що видно, коли він був готовий скористатися будь-яким шансом, щоб врятувати Фууку з Тартару, незважаючи на те, що ніколи не зустрічав її раніше. Є одним з трьох перший членів S.E.E.S.. Персона: Полідевк, аркана: Імператор
Фуука Ямаґіші: Спочатку Фуука дуже стримана, сором'язлива і боязка дівчина, яка рідко говорить. Однак вона також доброзичлива учениця, коли інші відкриваються їй, і дуже добра, навіть більше, ніж Юкарі. Вона дуже ввічлива, і майже завжди використовує почесні слова, звертаючись до людей. Член S.E.E.S.. Персона: Луція аркана: Жриця
Айґіс: Андроїд що має знищувати тіней, та член S.E.E.S.. Була створена Kirijo Group, як зброя проти Темної години. Вважає своєю місією захищати головного героя, через що в перші дні своєї присутності членом S.E.E.S., пролазила в кімнату хлопця, і слідкувала за ним. . Персона: Палладій, Аркана: Колісниця
Коромару: Собака породи шіба-іну, чий хазяїн нещодавно загинув. В один день вбиває тінь на очах у Акіхіко, після чого її забрали як нового члена S.E.E.S.. Персона:Цербер, аркана: Сила
Кен Амада: Член S.E.E.S.. учень середньої школи, чию матір колись вбили під час темної години. хоче стати сильним аби помститись за неї. Часто є доволі відстороненим від всіх. Персона:Немезида (грецька міфологія), аркана: Правосуддя
Шінджіро Араґакі: Є одним з трьох перший членів S.E.E.S.. Персона Кастор, аркана: Жрець
Фарос: Таємничий хлопець, що не пам'ятає нічого. З'являється в темну годину. Є тим, хто пропонує головному герою підписати контракт

## Виноски
1. ↑  Гравець вказує його ім'я самостійно на початку гри.